# لقيط بن يعمر الإيادي
لَقيطِ بنِ يَعمُر بن خارجة الإيادي (249 ق.هـ / 380) شاعر جاهلي فحل، من أهل الحيرة، كان يحسن الفارسية واتصل بكسرى سابور (ذي الأكتاف)، فكان من كتابه والمطلعين على أسرار دولته ومن مقدمي مترجميه. يُعرف للقيطٍ قصيدتين، الأولى «سلام في الصحيفة من لقيط»، أما الأخيرة فهي «يا دارَ عَمْرة َ من مُحتلِّها الجَرَعا»، وهي من غرر الشعر، بعث بها إلى قومه، بني إياد، ينذرهم بأن كسرى وجه جيشاً لغزوهم وسقطت القصيدة في يد من أوصلها إلى كسرى فسخط عليه وقطع لسانه ثم قتله. له ديوان شعري مطبوع.

## وصلات خارجية
- لقيط بن يعمر الإيادي على موقع بوابة الشعراء.